# Правдино (Краснознаменський район)
Правдино (рос. Правдино) — селище Краснознаменського району, Калінінградської області Росії. Входить до складу Краснознаменського міського округу.
Населення —  499 осіб (2015 рік). 

## Населення
| 2002 | 2010 |
| ---- | ---- |
| 477  | ↗499 |